# Angiolo Orvieto
Angiolo Orvieto, né le 18 juin 1869 à Florence et mort dans cette même ville en décembre 1967, est un poète juif italien.
Il est le fondateur et premier directeur en 1896 de la revue Il Marzocco, président entre 1914 et 1919 de la Société Leonardo Da Vinci et fondateur en 1950 avec Giorgio La Pira et Arrigo Levasti de l' Amicizia Ebraico-Cristiana (« Amitié judéo-chrétienne ») de Florence.

## Biographie
Angiolo Orvieto naît à Florence en 1869 dans une famille juive fortunée favorable au Risorgimento. Son père, Leone Orvieto, est propriétaire de la banque du même nom, et sa mère, née Amalia Cantoni, originaire de Mantoue, est la sœur des écrivains Alberto Cantoni et Luigi Cantoni, ce dernier volontaire des troupes garibaldiennes dans le Trentin en 1866.
Il étudie d'abord avec son frère Adolfo auprès de précepteurs à demeure, notamment David Castelli. Il fréquente ensuite le lycée classique Dante de Florence, puis l'Institut des études supérieures de Florence. En 1887, il séjourne à Berlin, où il entre en contact avec la culture germanique. De retour à Florence en 1889, il fonde une revue intitulée La Vita Nuova, où il publie ses premières œuvres poétiques, rassemblées en volume en 1893 sous le titre de La sposa mistica. La revue florentine publie aussi en 1890 les premières Miricae de Giovanni Pascoli. Son amitié avec Pascoli l'accompagne dans les années à venir.
Après une brève parenthèse en 1893 à La Nazione letteraria, Orvieto fonde et dirige en 1896 une nouvelle revue littéraire, intitulée Il Marzocco, destinée à un développement rapide sous la direction plus tard d'Enrico Corradini et de son frère Adolfo Orvieto, jusqu'à sa fermeture en 1932.
En 1898-1899, Angiolo quitte Florence pour faire un voyage autour du monde, qui le porte à visiter l'Amérique, l'Extrême-Orient et le Moyen-Orient. À son retour à Florence, il épouse en 1899 sa cousine Laura Cantoni, futur écrivain pour enfants sous son nom de femme mariée. Il s'investit ensuite dans la fondation de la Società Leonardo Da Vinci, dont il assume la présidence entre 1914 et 1919. Il écrit pour le compositeur Giacomo Orefice les livrets de deux de ses opéras (Chopin et Mosè) et d'autres compositions qui seront représentées avec plus ou moins de succès entre 1901 et 1907. En 1908, il promeut avec le professeur Vitelli la constitution de la Società italiana per la ricerca dei papiri greci e latini in Egitto qui est à la recherche de financements pour procéder à des fouilles et des achats en Égypte en vue de se procurer des papyri anciens à déchiffrer et publier en Italie. En 1911, il participe au projet de réouverture aux spectacles du théâtre romain de Fiesole, dont il devient à partir de 1913 président du comité. Orvieto est membre, conseiller et trésorier (1925-1937) de la Società Dantesca Italiana que son immense fortune permet de financer et également permet de restaurer son siège au palazzo dell'Arte della Lana de Florence.
Après une longue période de silence poétique, il publie en 1925 Primavere delle cornamusa  et en 1928 Il vento di Sion, une œuvre aux accents prophétiques dont le protagoniste est un juif florentin du XVIe siècle, du nom de Dattilo..
Les lois raciales fascistes de 1938  provoquent un traumatisme chez cet intellectuel tant investi par la culture italienne. Il tire de cette expérience d'exclusion un nouveau recueil de poèmes intitulé I canti dell'escluso.
Pendant la brève occupation allemande de l'hiver 1943-1944, Angiolo Orvieto et sa femme trouvent refuge à Borgo San Lorenzo au couvent franciscain de San Carlo, dirigé par son custode, le R.P. Massimo de Porretta qui leur sauve ainsi la vie. Il est donc naturel qu'en 1950 Angiolo Orvieto se joigne à Arrigo Levasti et à Giorgio La Pira dans la fondation de l'« Amitié judéo-chrétienne de Florence », première association de dialogue entre la communauté juive et la communauté chrétienne d'Italie et une des plus anciennes de ce type en Europe occidentale. L'association, ouverte aux laïcs dès l'origine, fut inspirée par l'appel historique du juif français Jules Isaac et d'autres personnalités marquantes catholiques comme le P. Leto Casini ou le P. Cipriano Ricotti.
Angiolo Orvieto meurt à Florence en décembre 1967 à près de 99 ans.

## Œuvres
- La sposa mistica e altri versi, Florence, éd. Fratelli Bocca, 1893
- Chopin, Milan, éd. Sonzogno, 1902
- Mosè, Milan, éd. Sonzogno, 1905
- Primavere delle cornamusa, Florence, éd. Bemporad, 1925
- Il vento di Sion, Florence, Casa Editrice Israel, 1928
- Poesie scelte, Florence, éd. Olschki, 1979